# Chavaroux
Chavaroux – miejscowość i gmina we Francji, w regionie Owernia-Rodan-Alpy, w departamencie Puy-de-Dôme.
Według danych na rok 1990 gminę zamieszkiwały 303 osoby, a gęstość zaludnienia wynosiła 76 osób/km² (wśród 1310 gmin Owernii Chavaroux plasuje się na 552. miejscu pod względem liczby ludności, natomiast pod względem powierzchni na miejscu 1014.).